# Czynnik lokalizacji
Czynnik lokalizacji – czynnik który wpływa na wybór umiejscowienia, rodzaju i wielkości działalności gospodarczej, obiektu lub zespołu obiektów na określonym obszarze.
Przedmiotem lokalizacji może być produkcja przemysłowa, uprawy rolne, infrastruktura techniczna, osiedla mieszkaniowe, obiekty handlowe, usługowe i rekreacyjne.
Wyróżniamy następujące grupy czynników:
- przyrodnicze – związane z warunkami środowiskowymi,
- pozaprzyrodnicze – związane głównie z warunkami technicznymi przygotowanymi wcześniej przez człowieka,
- specjalne – związane z sytuacją ekonomiczną, społeczną i polityczną w danym miejscu:
  - czynniki instytucjonalne i polityczne
  - czynniki kosztowe,
  - czynniki rynkowe,
  - bariery handlowe.